# هاروی ویلیام کوشینگ

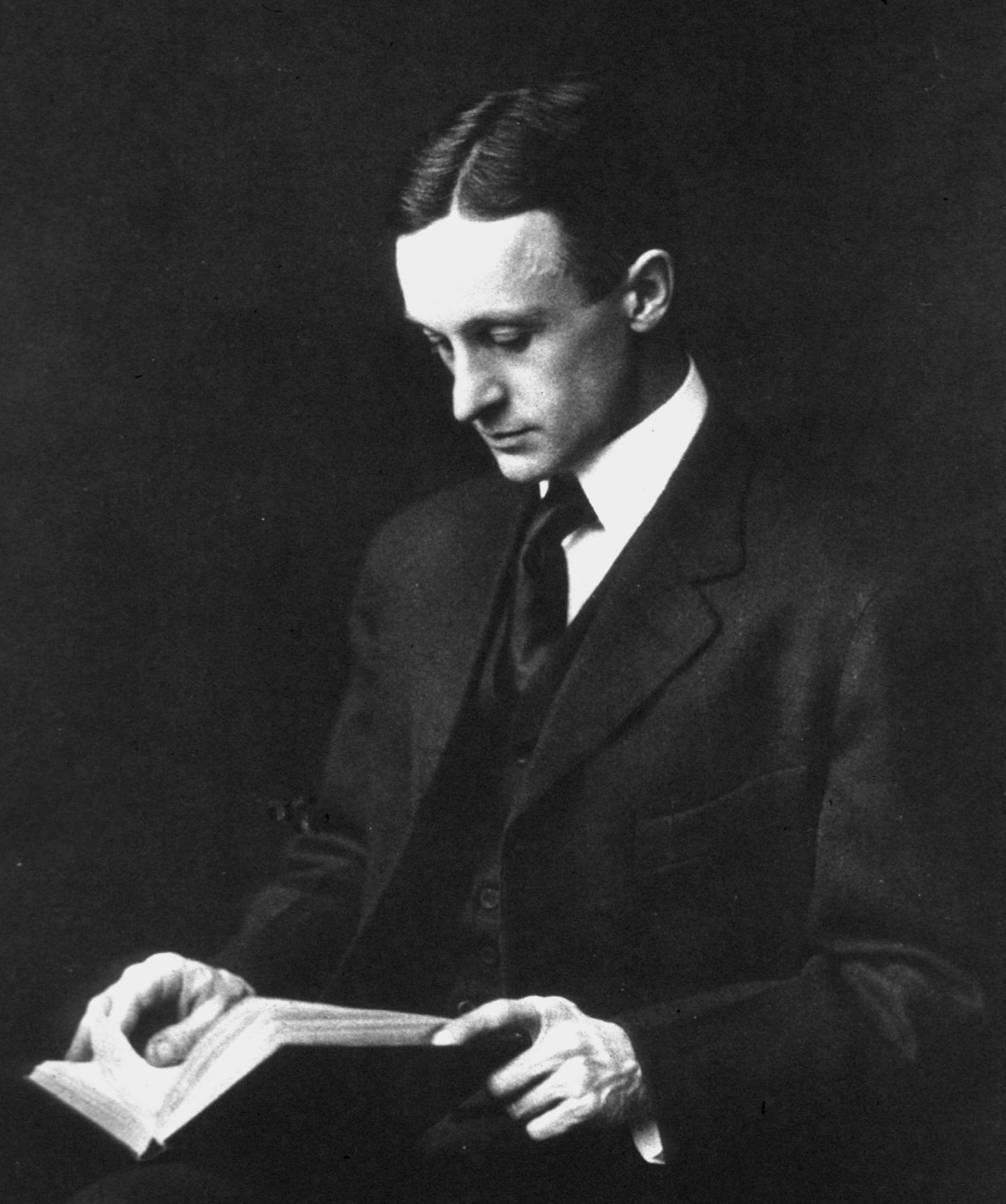
هاروی ویلیام کوشینگ

هاروی ویلیام کوشینگ (به انگلیسی: Harvey Williams Cushing) (زاده ۸آوریل ۱۸۶۹ - درگذشته ۷ اکتبر ۱۹۳۹) یک جراح مغز و اعصاب آمریکایی هست.
ایشان از پیشگامان جراحی مغز و اعصاب به شمار می‌روند.
دکتر هاروی اولین فردی بود که بیماری کوشینگ(Cushing) را کشف نمود.
نام بیماری کوشینگ بر گرفته از نام دکتر هاروی ویلیام کوشینگ می‌باشد.
ایشان اغلب به عنوان " پدر جراحی مدرن مغز و اعصاب" شناخته می‌شوند.